# Wiesław Błuś
Wiesław Błuś (ur. 19 grudnia 1957 w Lublinie) – polski prawnik, podpułkownik Wojska Polskiego, sędzia Sądu Najwyższego, w latach 2016–2018 prezes Sądu Najwyższego kierujący Izbą Wojskową, w latach 2014–2020 członek Państwowej Komisji Wyborczej.

## Życiorys
Syn Czesława i Zofii.
W 2002 został sędzią Sądu Najwyższego. Prezydent Andrzej Duda z dniem 30 sierpnia 2016 powołał go na stanowisko prezesa Izby Wojskowej Sądu Najwyższego. 3 kwietnia 2018 w związku z wejściem w życie nowej ustawy o Sądzie Najwyższym, która zniosła Izbę Wojskową przeszedł w stan spoczynku.
4 grudnia 2014 został wybrany na członka Państwowej Komisji Wyborczej. 20 stycznia 2020 zakończył pełnienie tej funkcji.

## Odznaczenia
- Srebrny Krzyż Zasługi – 2002[9]